# Else Bongers
Else Bongers (* 1901 in Dessau; † 26. März 1993 in Biersdorf am See) war eine deutsche Schauspiellehrerin, Schauspielerin und Tänzerin.

## Leben
Else Bongers, Tochter eines Holzhändlers, war die jüngere Schwester von Hans M. Bongers (1898–1981), der nach dem Zweiten Weltkrieg die Lufthansa neu gründete.
In ihrer Heimatstadt Dessau lernte sie ihren späteren Ehemann, den bekannten Architekten Richard Paulick (1903–1979) kennen. Sie folgte ihm nach Dresden, wo Bongers in Hellerau modernen Ausdruckstanz studierte. Das Paar heiratete 1930. 1933 emigrierte Paulick nach China, wohin ihm seine Frau nicht folgen konnte. 1940 erfolgte die Fernscheidung.
In den 1940er und 1950er Jahren war sie Besetzungschefin der UFA und leitete das UFA-Nachwuchsstudio in Berlin, später betrieb sie eine private Schauspielschule. Zu ihren bekanntesten Schülern gehörten unter anderem Hildegard Knef, Günter Lamprecht, René Kollo, Götz George, Anita Kupsch, Gaby Dohm, Sabine Sinjen, Ulrich Matthes, Jobst Langhans, Michael Schwarzmaier, Stefan Behrens, Hartmut Becker, Christiane Krüger, Hugo Egon Balder und Markus Majowski.
Else Bongers lebte zuletzt in einem Altenheim in Biersdorf in der Eifel. Sie starb im Alter von 92 Jahren und ihre Asche wurde im Meer verstreut.

## Rezeption
Im Hildegard-Knef-Film Hilde von 2009 wurde Bongers von Monica Bleibtreu verkörpert.